# Christoph Kobald
Christoph Kobald (Vienna, 18 agosto 1997) è un calciatore austriaco, difensore del Karlsruhe.

## Caratteristiche tecniche
È un difensore centrale.

## Carriera
Cresciuto nel settore giovanile dell'Austria Vienna, nel 2015 viene promosso nella squadra riserve dove gioca nella seconda serie del paese. Successivamente milita nel Ritzing e nel Wiener Neustadt prima di trasferirsi in Germania al Karlsruhe.

## Statistiche

### Presenze e reti nei club
Statistiche aggiornate al 18 maggio 2025.
| Stagione         | Squadra           | Campionato       | Campionato | Campionato | Coppe nazionali | Coppe nazionali | Coppe nazionali | Coppe continentali | Coppe continentali | Coppe continentali | Altre coppe | Altre coppe | Altre coppe | Totale | Totale |
| Stagione         | Squadra           | Comp             | Pres       | Reti       | Comp            | Pres            | Reti            | Comp               | Pres               | Reti               | Comp        | Pres        | Reti        | Pres   | Reti   |
| ---------------- | ----------------- | ---------------- | ---------- | ---------- | --------------- | --------------- | --------------- | ------------------ | ------------------ | ------------------ | ----------- | ----------- | ----------- | ------ | ------ |
| 2015-mar. 2016   | Austria Vienna II | RL               | 5          | 0          | -               | -               | -               | -                  | -                  | -                  | -           | -           | -           | 5      | 0      |
| mar.-giu. 2016   | Ritzing           | RL               | 12         | 0          | CA              | 0               | 0               | -                  | -                  | -                  | -           | -           | -           | 12     | 0      |
| 2016-2017        | Ritzing           | RL               | 23         | 2          | CA              | 2               | 0               | -                  | -                  | -                  | -           | -           | -           | 25     | 2      |
| Totale Ritzing   | Totale Ritzing    | Totale Ritzing   | 35         | 2          |                 | 2               | 0               |                    | -                  | -                  |             | -           | -           | 37     | 2      |
| 2017-2018        | Wiener Neustadt   | 1L               | 35+1       | 0          | CA              | 1               | 0               | -                  | -                  | -                  | -           | -           | -           | 37     | 0      |
| 2018-2019        | Karlsruhe         | 3L               | 13         | 1          | CG              | 0               | 0               | -                  | -                  | -                  | -           | -           | -           | 13     | 1      |
| 2019-2020        | Karlsruhe         | 2L               | 16         | 1          | CG              | 2               | 0               | -                  | -                  | -                  | -           | -           | -           | 18     | 1      |
| 2020-2021        | Karlsruhe         | 2L               | 33         | 1          | CG              | 1               | 0               | -                  | -                  | -                  | -           | -           | -           | 34     | 1      |
| 2021-2022        | Karlsruhe         | 2L               | 29         | 1          | CG              | 4               | 0               | -                  | -                  | -                  | -           | -           | -           | 33     | 1      |
| 2022-2023        | Karlsruhe         | 2L               | 17         | 0          | CG              | 0               | 0               | -                  | -                  | -                  | -           | -           | -           | 17     | 0      |
| 2023-2024        | Karlsruhe         | 2L               | 11         | 1          | CG              | 0               | 0               | -                  | -                  | -                  | -           | -           | -           | 11     | 1      |
| 2024-2025        | Karlsruhe         | 2L               | 18         | 2          | CG              | 1               | 0               | -                  | -                  | -                  | -           | -           | -           | 19     | 2      |
| Totale Karlsruhe | Totale Karlsruhe  | Totale Karlsruhe | 137        | 7          |                 | 8               | 0               |                    | -                  | -                  |             | -           | -           | 145    | 7      |
| Totale carriera  | Totale carriera   | Totale carriera  | 213        | 9          |                 | 11              | 0               |                    | -                  | -                  |             | -           | -           | 224    | 9      |